# Говорово (Калінінградська область)
Говорово (рос. Говорово) — селище Німанського району, Калінінградської області Росії. Входить до складу Жилінського сільського поселення.
Населення —  54 особи (2015 рік). 